# Fred Wah
Frederick Wah (ur. 23 stycznia 1939 w Swift Current w Saskatchewanie) – kanadyjski poeta.

## Życiorys
Jego matka była pochodzenia szwedzkiego, a ojciec chińsko-irlandzko-szkockiego. Dorastał w Kolumbii Brytyjskiej, studiował anglistykę i muzykę na University of British Columbia, uzyskując w 1962 bakalaureat. Założył studencki magazyn literacki "TISH". Pracował jako wykładowca anglistyki na University of New Mexico w Albuquerque i Uniwersytecie Stanu Nowy Jork w Buffalo, gdzie odbywał też podyplomowe studia, w późnych latach 60. wrócił do Kanady. W 1965 wydał pierwszy tom poezji, Lardeau. Późniejsze zbiory jego wierszy to Mountain (1967), Among (1972), Tree (1972) i Earth (1974). W 1985 otrzymał literacką nagrodę gubernatora generalnego w dziedzinie poezji. Od końca lat 60. wykładał pisarstwo w Selkirk College w Castlegar w Kolumbii Brytyjskiej, w David Thompson University Centre in Victoria i Uniwersytecie w Calgary, pracował też na University of Manitoba, Uniwersytecie Alberty i Simon Fraser University. W 2013 został oficerem Orderu Kanady.